# Danzturm
Der Danzturm ist ein 28 m hoher Aussichtsturm und Denkmal in Iserlohn im Sauerland.

## Geografische Lage
Der Turm ist eine Landmarke auf dem Fröndenberg im Iserlohner Stadtwald oberhalb des Rupenteiches auf 384,5 m ü. NN. Südwestlich des Turmes liegt der Stadtteil Obergrüne, nordöstlich das Iserlohner Stadtzentrum.

## Geschichte

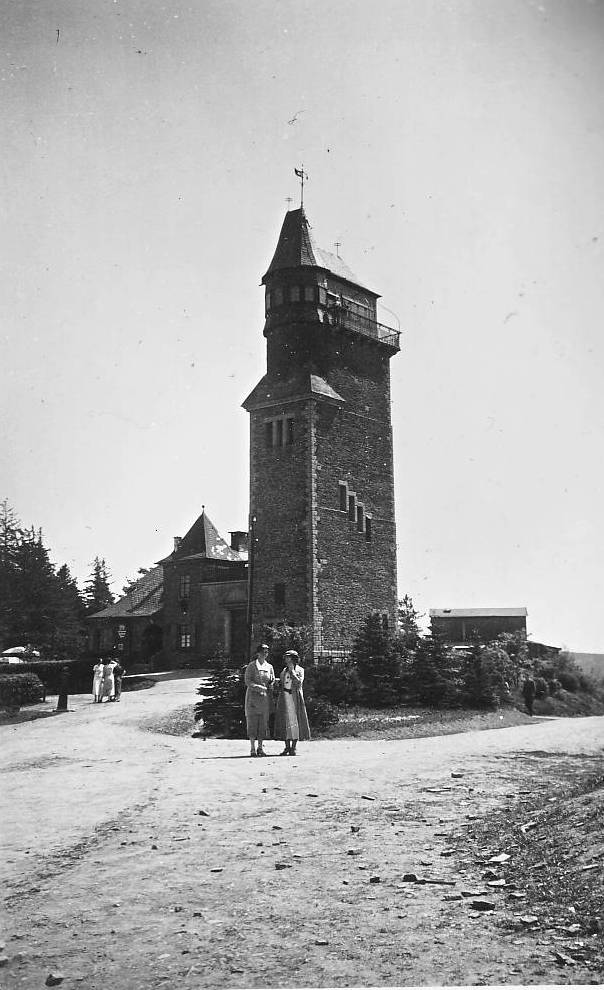
Danzturm 1932

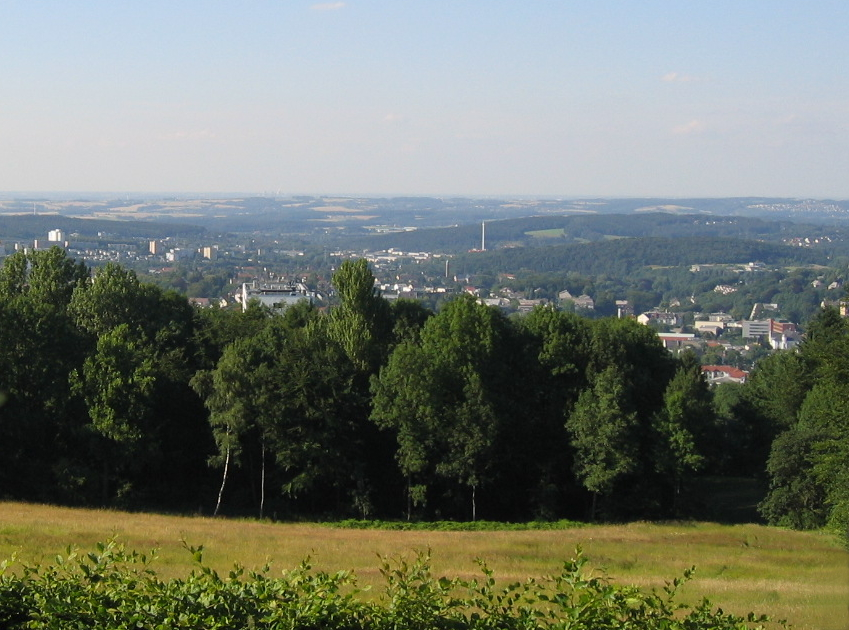
Blick vom Danzturm über Iserlohn

Der Danzturm wurde 1908/1909 errichtet in unmittelbarem baulichen Anschluss an die Erweiterungsgebäude der ehemaligen optischen Telegrafenstation Nr. 43, die Teil der 1833 eingerichteten Telegrafenlinie Berlin–Coblenz war. Er erhielt seinen Namen nach dem am 28. Mai 1905 verstorbenen Ehrenbürger der Stadt Iserlohn, Ernst Danz. Dieser hatte sich unter anderem auf dem Gebiet des höheren Schulwesens verdient gemacht.
Um den Bau des Turmes zu finanzieren, fand in der Alten Halle auf der Alexanderhöhe am 10. und 11. Oktober 1908 ein als großes Volksfest ausgerichteter Basar statt. Im Iserlohner Tageblatt wurde am 1. Oktober der „Danzturm-Basar“ bekannt gemacht. Zwei Tage vor Beginn der Veranstaltung rief man im Tageblatt nochmals zu reger Teilnahme und Spenden auf. Auf dem Basar konnten ca. 12.500 Mark eingenommen werden.
Mit einem großen Festakt und der Ansprache des damaligen Ersten Bürgermeisters Hölzerkopf erfolgte am 22. Mai 1909 auf dem Telegraphenberg die Turmeinweihung. Der Sauerländische Gebirgsverein brachte für sein Gründungsmitglied Danz eine Gedenktafel am Turm an. Deren Text lautet: Zum Andenken an Professor Ernst Danz 1822 – 1905.
Der Danzturm wurde zum Wahrzeichen der Stadt und überstand unbeschadet den Ersten und Zweiten Weltkrieg.
Am 5. Januar 1987 wurde der Turm unter Schutz gestellt und in der Liste der Baudenkmäler der Stadt Iserlohn im Listenteil A als Objektnummer 137 eingetragen.

## Beschreibung
Der schlanke Aussichtsturm wurde nach Plänen der Architekten Gebrüder Fromme aus heimischem Bruchstein mit Bosseneckquadern in jugendstilhafter Form mit drei Geschossen in der Art eines Bergfrieds errichtet. Die Bauausführung erfolgte durch das Iserlohner Bauunternehmen Otto Schmidt.
Über der ehemaligen Telegrafenplattform, auf der nordöstlichen Seite des Turmes, beginnt ein auf Knaggen befindlicher Aussichtsbalkon, der sich weiter über die südöstliche und südwestliche Seite erstreckt. Der Balkon, von dem aus man einen Blick über die Stadt, bei gutem Wetter eine Weitsicht bis nach Dortmund, Unna und Hamm hat, ist über ein nordwestlich befindliches Treppenhaus mit 100 Stufen erreichbar.
Der Danzturm ist frei zugänglich, wenn das Restaurant im Nachbargebäude geöffnet ist.

## Sonstiges
Vom Sauerländischen Gebirgsverein erschien von 1957 bis 1975 die heimatkundliche Zeitschrift „Der Danzturm“.
Bis in die 1970er Jahre wurde der Turm mit dem Stadtwald von der Brauerei Iserlohn als Motiv auf Bierflaschen, -gläsern und -deckeln sowie auf Werbeartikeln abgebildet. Bis zur Schließung der Privatbrauerei Iserlohn im Jahr 2014 war der Turm nur noch im Firmenlogo zu sehen.
Der Danzturm dient nicht nur als Treffpunkt für Wandergruppen, sondern ist auch Veranstaltungsort für Kulturereignisse.